# Begia (protista)
Begia es un género de foraminífero bentónico considerado un sinónimo posterior de Nezzazata de la subfamilia Nezzazatinae, de la familia Nezzazatidae, de la superfamilia Nezzazatoidea, del suborden Nezzazatina y del orden Lituolida. Su especie tipo era Begia gyra. Su rango cronoestratigráfico abarcaba desde el Cenomaniense superior hasta el Turoniense inferior (Cretácico superior).

## Discusión
Clasificaciones previas incluían Begia en la superfamilia Haplophragmioidea, así como en el suborden Textulariina del orden Textulariida, o en el orden Lituolida sin diferenciar el suborden Nezzazatina.

## Clasificación
Begia incluía a las siguientes especies:
- Begia conica †
- Begia convexa †
- Begia glomerulata †
- Begia gyra †